# 格拉夫頓縣
格拉夫頓縣（英語：Grafton County）是美国新罕布什尔州西部的一個縣，西鄰佛蒙特州，面積4,533平方公里。根據2020年美國人口普查，共有人口91,118人。縣治黑弗里爾（傳統上縣治在鎮內的伍茲維爾）。該縣成立於1769年，縣名紀念英国首相第三代葛拉夫頓公爵奥古斯都·亨利·菲茨罗伊（Augustus Henry FitzRoy, 3rd Duke of Grafton）。